# شدة المجال الكهربائي
شدة المجال الكهربائي (بالإنجليزية : electric field strength) هي كمية فيزيائية متجهة تستخدم في الكهرباء الساكنة وفي الإلكتروديناميكا ( علم الحركية الكهربائية)، وهي تصف شدة مجال كهربائي واتجاهه. وهي تصف القوة التي يؤثر بها مجال كهربائي على شحنة كهربائية. وتعرف شدة المجال الكهربائي عند نقطة معينة كالآتي:
{\displaystyle {\vec {E}}={\frac {\vec {F}}{q}}}
حيث :
{\displaystyle q} شحنة اختبارية صغيرة توجد عندي تلك النقطة المعينة،
{\displaystyle {\vec {F}}} هي القوة المؤثرة على تلك الشحنة الصغيرة.
أي أن القوة تتناسب تناسبا طرديا مع شدة المجال الكهربائي ومع كمية الشحنة. يلاحظ أن كلا من القوة وشدة المجال الكهربائي كمية متجهة ولهذا يؤشر عليهما بسهم، أما كمية الشحنة فهي كمية غير متجهة.

تمثل أطوال الأسهم شدة المجال الكهربائي عند نقاط مختلفة حول شحنة موجبة (أحمر) وشحنة سالبة (أزرق).

تتسبب شحنة كهربائية في وجود مجال كهربائي حولها. ويقل تأثيرها على شحنة أخرى بازياد المسافة بينهما. يكون لكل نقطة في المكان شدة للمجال الكهربائي واتجاه معين. وتمتد خطول المجال الكهربائي عند كل نقطة في اتجاه المجال من الشحنة الموجبة إلى الشحنة السالبة. وتمثل شدة المجال الكهربائي كثافة خطوط المجال.

## وحدة شدة المجال الكهربائي
طبقا للنظام الدولي للوحدات تقاس شدة المجال الكهربائي {\displaystyle {\vec {E}}} نيوتن/كولوم... أو... فولت/متر.
وينطبق عليها:
{\displaystyle \mathrm {{\frac {N}{C}}={\frac {W\,s}{A\,s}}\cdot {\frac {1}{m}}={\frac {V}{m}}} }
أو
{\displaystyle \mathrm {{\frac {N}{C}}={\frac {J}{m\,C}}} }
حيث W ويبر و A أمبير و J جول.

## علاقته بالانزياح الكهربائي
يوصف المجال الكهربائي {\displaystyle {\vec {E}}} أيضا بالانزياح الكهربائي (كثافة التدفق الكهربائي)
{\displaystyle {\vec {D}}} وخاصية للمادة تسمى سماحية كهربائية. بالنسبة إلى الفراغ تنطبق المعادلة :
{\displaystyle {\vec {D}}=\varepsilon _{0}{\vec {E}}}
وهنا {\displaystyle \varepsilon _{0}} سماحية الفراغ أو الثابت الكهربائي للفراغ.
وبالنسبة لمادة يتخللها المجال الكهربائي، تنطبق المعادلة :
{\displaystyle {\vec {D}}=\varepsilon {\vec {E}}}
حيث {\displaystyle \varepsilon } سماحية المادة للكهرباء وهي خاصية تختلف من مادة لأخرى.

## العلاقة بالجهد
في أحوال كثير نقوم بحساب شدة المجال الكهربائي عن طريق الجهد.
في حالة الكهرباء الساكنة electrostrostatic تساوي شدة الجهد الكهربائي سالب تدرج الجهد الكهربائي (كمية غير اتجاهية)
{\displaystyle \Phi }:
{\displaystyle {\vec {E}}({\vec {r}})=-\nabla \Phi ({\vec {r}})}
حيث :{\displaystyle \nabla } هي «مؤثر نابلا» أو مؤثر دل .
والصيغة الخاصة بالحركية الكهربائية electrodynamic فهي تأخذ أيضا الجهد الاتجاهي {\displaystyle {\vec {A}}} والتغير الزمني :
{\displaystyle {\vec {E}}({\vec {r}},t)=-\nabla \Phi ({\vec {r}},t)-{\frac {\partial }{\partial t}}{\vec {A}}({\vec {r}},t)}

## المجال الكهربائي المنتظم
في المجال الكهربائي المنتظم تكون شدة المجال متساوية وفي نفس الاتجاه. فمثلا المجال الكهربائي بين لوحين تكون شدة المجال الكهربائي متساوية وتعادل:
{\displaystyle {\vec {E}}={\frac {\Delta V}{\Delta x}}}
حيث :
- E = شدة المجال الكهربائي ب فولت/متر،
- ΔV = فرق الجهد بالفولت
- Δx = المسافة بين اللوحين بالمتر.

## اقرأ أيضاً
- حقل كهربائي
- سماحية
- شحنة أولية
- قانون كولوم